# Katsuragi, Nara
Katsuragi (葛城市 Katsuragi-shi) là một thành phố thuộc tỉnh Nara, Nhật Bản.